# 稲野町
稲野町（いなのちょう）は、兵庫県伊丹市の町名。現行行政地名は稲野町一丁目から稲野町八丁目。住居表示は未実施。2011年（平成23年）10月1日現在の人口は3,291人。郵便番号664-0861。

## 地理
伊丹市南部。北を御願塚、北東を南町、東を尼崎市塚口本町、南を若菱町、西を安堂寺町、北西の一点を南野と接する。
町内の全域が伊丹市立南小学校および南中学校の校区に属する。伊丹市立稲野小学校の所在地は昆陽1丁目であり、稲野町は校区に含まれていない。

### 地名の由来
旧川辺郡稲野村の玄関口であった阪急伊丹線稲野駅に由来する。また、現在の町域の大半は阪急電鉄が伊丹線の開業に合わせ住宅地として分譲した土地である。

### 地価
住宅地の地価は、2014年（平成26年）1月1日の公示地価によれば、稲野町5丁目53番1の地点で22万円/m2となっている。

## 歴史
旧摂津国川辺郡御願塚村の南部に当たる地域。「猪名野」は元々、現在の伊丹市南西部から尼崎市北部にかけての広い範囲を指す地名であったが1889年（明治22年）の町村制施行に際して御願塚村を含む10村が合併し稲野村となった。
稲野村は1940年（昭和15年）に伊丹町と合併して伊丹市となり「稲野」の地名は阪急伊丹線の駅名と旧村立稲野尋常小学校より改称した稲野国民学校（現-伊丹市立稲野小学校）の名称のみに残されたが、1957年（昭和32年）に御願塚の南部が稲野町1〜7丁目となり、17年ぶりに「稲野」の地名が復活した。1959年（昭和34年）、南野の一部（県道332号線の西側）を編入して稲野町8丁目とする。

## 交通

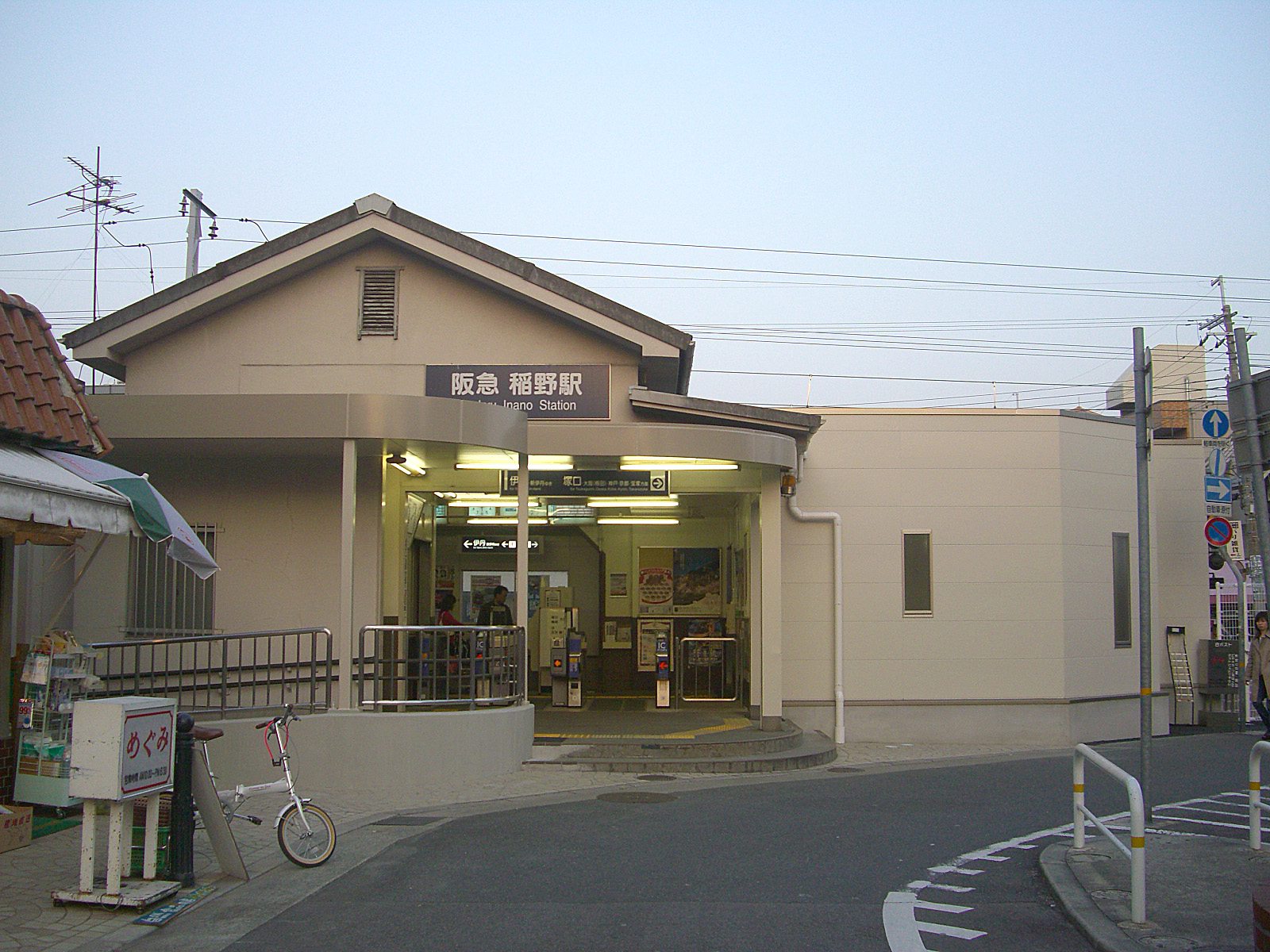
稲野駅（伊丹方面駅舎）

### 鉄道
- 阪急伊丹線
  - 稲野駅

尼崎市にあるJR西日本福知山線の猪名寺駅も徒歩圏内である。

### 道路
町の北側を兵庫県道336号線が、西側を県道332号線が走っており、332号線は伊丹市バスが設置している稲野停留所の付近で県道142号線と分岐している。伊丹市バスでは他に稲野町8丁目バス停を置いており、御願塚バス停も利用範囲内である（阪急稲野駅付近は道路が狭くバスの発着がないため、御願塚が最寄りのバス停となる）。

## 施設
- 大手前大学いたみ稲野キャンパス
- 稲野公園
- 伊丹市立こばと保育所
- 伊丹市共同利用施設
  - 稲野センター（4丁目）
  - 稲野東センター（2丁目）
- 伊丹稲野郵便局
- 池田泉州銀行稲野支店
- 洋服の青山伊丹稲野店

グンゼタウンセンター つかしん（尼崎市塚口本町4丁目）の一部敷地も稲野町2丁目に含まれる。
- ファミリーマート　伊丹稲野店
- 稲野義塾
- 伊丹　森の保育園
- スビマハル　稲野店